# 오지정
오지정(일본어: 王寺町)은 일본 나라현 기타카쓰시카군의 북쪽 끝에 있는 정이다.

## 지리
북쪽은 야마토강을 경계로 이코마군 산고정, 이카루가정과 접하고 동부는 기타카쓰라기군 가와이정, 간마키정, 남부는 가시바시, 서부는 오사카부 가시와라시와 접한다. 정내에는 신흥 주택지가 많아 오사카시의 주택 지역이 되고 있다.
야마토강이 현 경계를 넘어 오사카로 향하는 나라현 내부의 야마토강 수계 최하류에 있어서 현내에서 가장 해발고도가 낮은 지역이고 1982년에는 정 중심부에서 홍수로 심한 피해가 발생했다. 서쪽은 가쓰라기 산지를 앞에 두고 있어 주거 가능 면적은 넓지 않다. 그러므로 면적은 전국의 정촌 중에서도 최하위에 있으면서 인구 밀도는 최고 수준을 자랑한다. 또 농지 면적, 농업 종사자는 현내에서 가장 적고 논은 북부에서는 거의 볼 수 없다.
오지역은 서일본 여객철도(JR 서일본) 간사이 본선, 와카야마선, 긴키 닛폰 철도 이코마선 및 다와라모토선(신오지역)이 만나서 현 북부의 교통 거점이 되고 있다. 또 국도 25호선과 국도 168호선이 만나는 교통의 요지이기도 하다.
한편 급속히 진행된 도시화와 교통의 요지이기 때문에 현내에서는 가장 대기오염이 심한 장소이다. 정사무소나 공민관에 광화학 스모그 정보 게시판이 설치되어 있어 그것을 엿볼 수 있다.

## 역사
- 1889년 - 정촌제 시행과 함께 후지이촌, 오지촌이 합병해 가쓰게군 오지촌이 성립하였다.
- 1896년 - 가쓰게군, 히로세군이 병합해 기타카쓰라기군 오지촌이 되었다.
- 1926년 - 오지촌이 정으로 승격해 오지정이 되었다.

## 교통

### 철도
- 서일본 여객철도
  - 간사이 본선(야마토지선)
    - (← 산고정 산고역) - 오지역 - (이카루가정 호류지역 →)

  - 와카야마선
    - (← 이카루가정 호류지역) - 오지역 - 하타케다역 - (가시바시 시즈미역 →)

- 긴키 닛폰 철도
  - 이코마선
    - 오지역 - (산고정 시기산시타역 →)

  - 다와라모토선
    - (← 가와이정 오와다역) - 오지역

### 도로
- 국도 25호선
- 국도 168호선